# まるおけいこ
まるお けいこ（1958年 - ）は、日本の脚本家、作詞家、小説家。本名、丸尾 恵子。静岡県出身。白百合女子大学卒業。
魔法騎士レイアースやうる星やつら、地獄先生ぬ〜べ〜などのアニメで脚本を担当している。きんぎょ注意報!では脚本のほか『遠足に行きた～い!!』や『あなたが好き』などの作中曲の作詞も務めた。小説は小寺真理名義で発表している。

## 作品歴

### テレビアニメ
- うる星やつら （1981-1986年）脚本
- さすがの猿飛 （1982-1984年）脚本
- スプーンおばさん （1983-1984年）脚本
- イーグルサム（1983-1984年）脚本
- 魔法の天使クリィミーマミ （1983-1984年）脚本
- らんぽう （1984年）脚本
- 魔法の妖精ペルシャ （1984-1985年）脚本
- メイプルタウン物語 （1986-1987年）脚本
- 新メイプルタウン物語 パームタウン編 （1987年）脚本
- ビックリマン （1987-1989年）脚本
- 新ビックリマン （1989-1990年）脚本
- 勇者エクスカイザー （1990-1991年）脚本
- きんぎょ注意報! （1991-1992年）脚本
- 魔法騎士レイアース （1994-1995年）18話まで、脚本
- 地獄先生ぬ〜べ〜（1996-1997年）脚本

### OVA
- フォーチュン・クエスト （1993年）脚本

### アニメ映画
- おじゃまんが山田くん （1981年）脚本